# Chlorohystricia cyaneiventris
Chlorohystricia cyaneiventris är en tvåvingeart som först beskrevs av Wulp 1884.  Chlorohystricia cyaneiventris ingår i släktet Chlorohystricia och familjen parasitflugor. Inga underarter finns listade i Catalogue of Life.